# Staffa (equitazione)

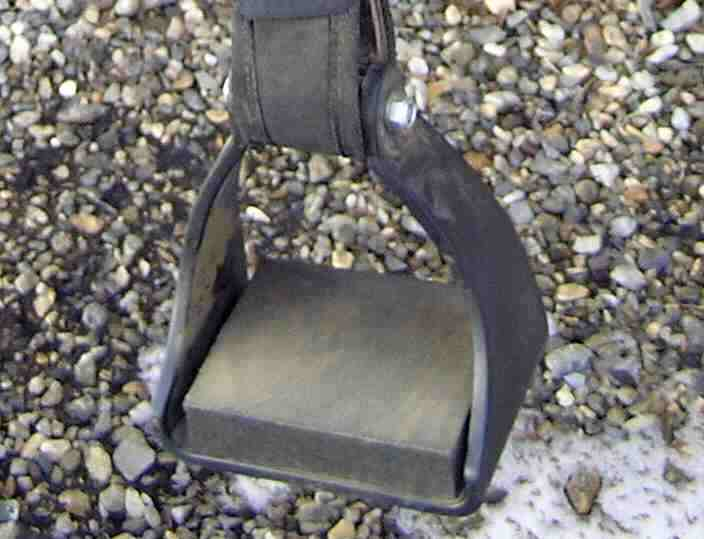
Una moderna staffa

La staffa è uno dei finimenti che fanno parte della sella.

## Storia

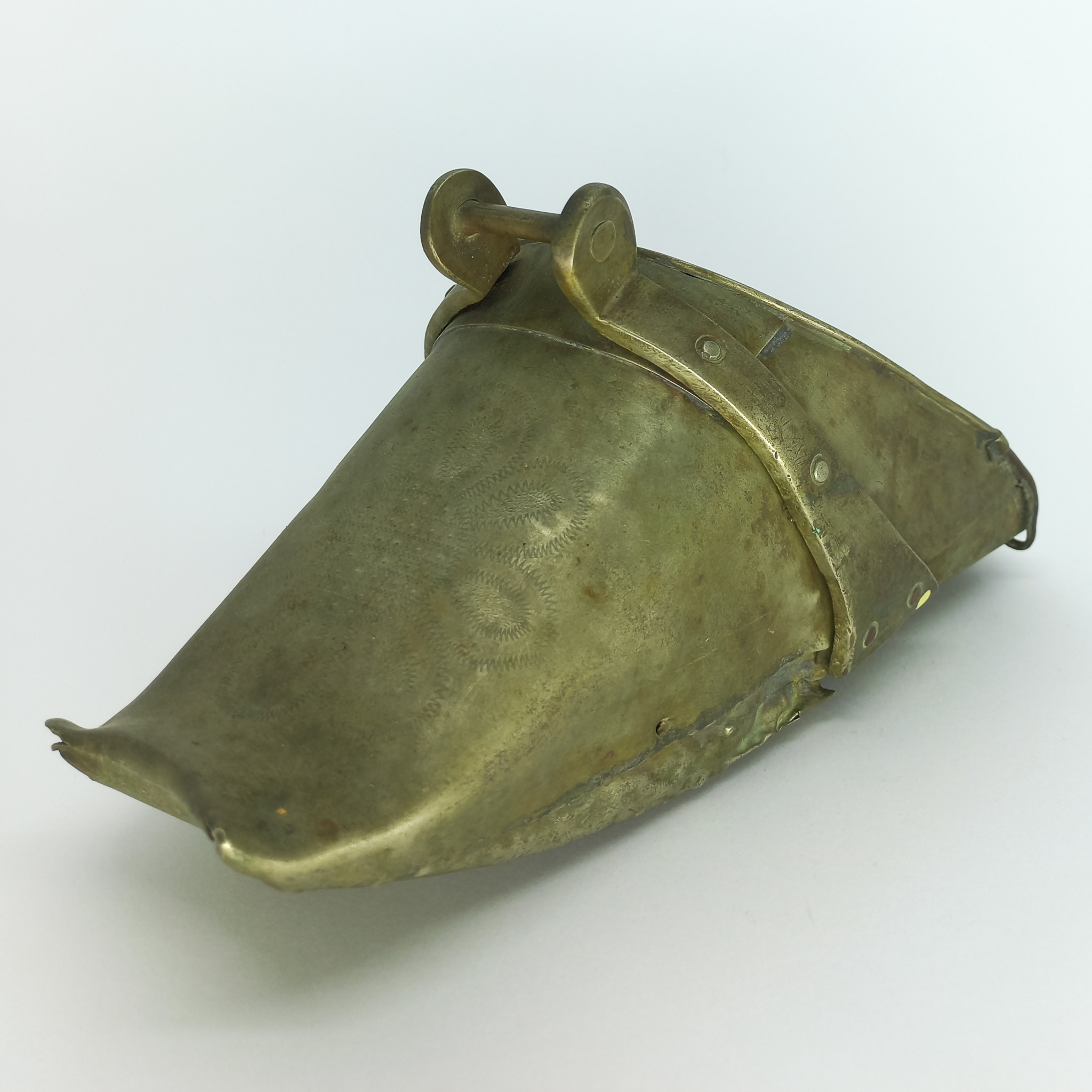

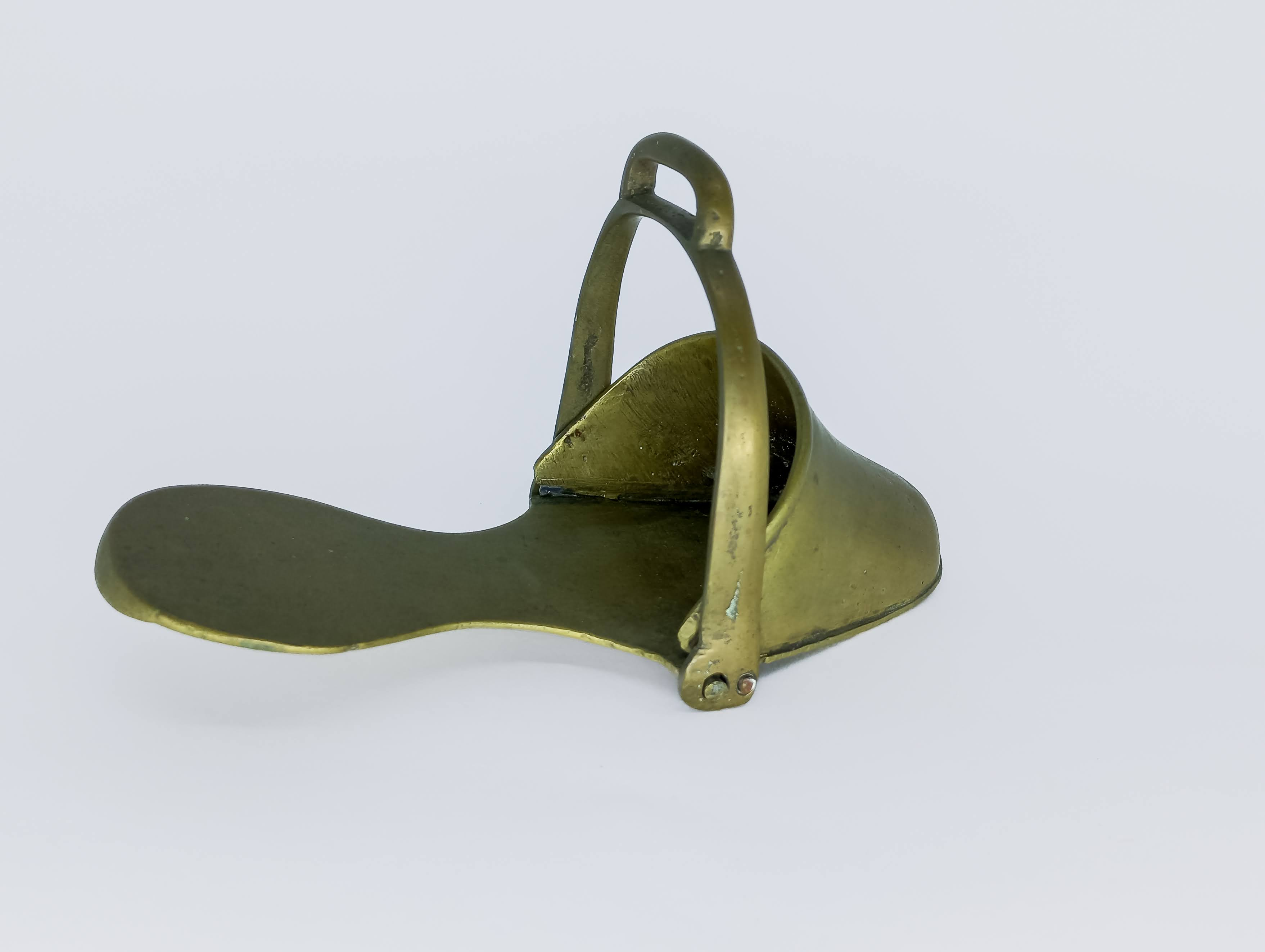

La staffa fu inventata in India nel II secolo d.C. (forse anche prima) ma la sua introduzione in Europa risale all'Alto medioevo ad opera degli Avari, popolo della steppa che occupò l'attuale Ungheria al tempo in cui essa fu abbandonata dai Longobardi. Un altro popolo, i Sàrmati, conosciuti nell'antichità per essere abili cavalieri originari dell'attuale Iran, utilizzò in modo diffuso la staffa fin dal III secolo d.C.
In campo militare costituisce un’importante innovazione poiché garantendo maggior stabilità permette movimenti più complessi; ad esempio assieme alla resta che agganciava la lancia all'armatura del cavaliere, è possibile caricare il nemico al galoppo e colpirlo con tutta la propria forza, senza per questo essere disarcionati dalla forza dell'impatto.
Grazie a questa nuova tecnica la cavalleria pesante divenne il reparto più temuto degli eserciti medievali.

## Descrizione
È un anello, normalmente in metallo, a fondo piatto, che pende al lato della sella alla quale è appeso da una correggia chiamata staffile, e nel quale il cavaliere può infilare ed appoggiare il piede. La staffa è molto utile come punto d'appoggio sia per issarsi sulla cavalcatura, sia per reggersi in equilibrio sulla sella. È l'unico sostegno per il cavaliere, allorquando questi è in sospensione, ovvero non appoggiato alla sella, come avviene ad esempio nell'andatura detta "galoppo in equilibrio sulle staffe".